# میکروهادروسور
میکروهادروسور(نام علمی: Microhadrosaurus) نام یک سرده از تیره اردک‌منقاران است.